# 昆布飴
昆布飴（こんぶあめ）とは、昆布を水飴で固めたもののこと。または昆布の煮汁と水飴を煮詰めて固まらせたもののこと。ソフトな食感から「昆布餅」と呼ばれることもある。ソフトな食感にするために小麦粉、米粉、でんぷんなども添加されることもある。くっつき防止のためにオブラートで包まれていることも多い。大半はソフトタイプであるが、ハードタイプのものも存在する。

## 歴史
古来から昆布は日本で食されてきた。日本における昆布の最古の記録は『続日本紀』であり、「霊亀元（715）年十月、蝦夷の酋長である須賀古麻比留は朝廷に対して先祖以来、昆布を献上し続けていると報告した。

### 昆布が菓子として食べられるようになった文化的経緯
以来、海運の発達により昆布は徐々に人々の口に入るようになってきた。平安時代の昆布菓子に始まり、饗応料理、精進料理、茶会料理など昆布は食べられるようになってきた。茶会料理などでは昆布は「菓子」として出されたが、この菓子の中には果物や甘いものなどもあるが、山芋の塩焼きや氷蒟蒻なども含まれる。この昆布も、昆布をそのまま、または炙って食べるものであり甘く味付けされたものではなかった。1683年には江戸の桔梗屋が菓子昆布を発売した。

### 昆布と砂糖や水飴などの甘味料と組み合わせられるようになった経緯
昆布は砂糖、みりん、水飴醤油などで煮て佃煮としても食べられていた。昆布の佃煮が盛んに作られるようになったの江戸時代に北前船で昆布が江戸や大坂に大量にもたらされるようになってからである。なお、料理の調味料は素材に甘味をしみこませるために醤油よりも先に砂糖で味付けをする（いわゆる「さしすせそ」）。

### 昆布飴の発祥
昆布飴は現在の浪速製菓が1927年（昭和2年）に作ったのがはじめである。「ヘルシーで栄養価も高い昆布をもっと手軽に食べられたら」と創業者が案した。

## 味のバリエーション
昆布飴にはプレーンのもの以外にも様々な味のバリエーションが存在する。
- はちみつ昆布飴
- 黒糖昆布飴
- 抹茶昆布飴、緑茶昆布飴
- 梅昆布飴
- チョコレート昆布飴
- ごま昆布飴
- ハニーレモン昆布飴
- 根昆布昆布飴
- 塩昆布飴
- 小豆昆布飴
- 生姜昆布飴
- コーヒー昆布飴
- 柚子昆布飴
- ワイン昆布飴

## 昆布飴を作っている主な企業
- 浪速製菓 - ナニワのソフトこんぶ飴
- 中野物産 - なかのソフト都こんぶ飴
- なとり - こんぶ飴